# Bemessungskriterien (Erdbeben)

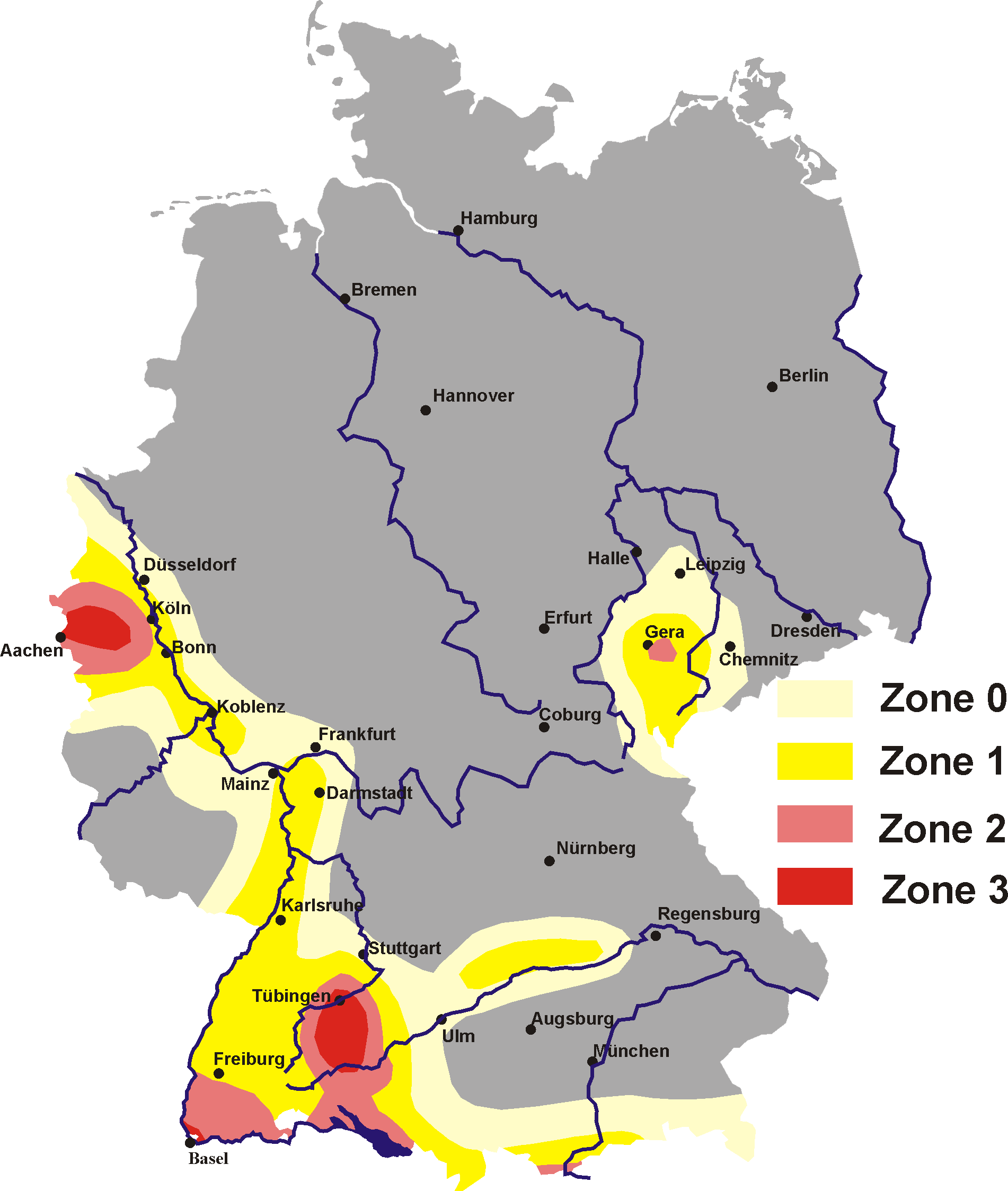
Erdbebenzonen nach DIN-Norm DIN 4149

Bemessungskriterien für Erdbeben sind Anforderungen an die Bemessung von Hochbauten, die einer Erdbebenbelastung ausgesetzt sind.
Entscheidende Bemessungskriterien sind
- die Erdbebengefährdung,
- die Reaktion des Bauwerks (Antwortspektrum),
- die Beschaffenheit des Baugrunds
- die Bedeutung des Bauwerks.

Die Anforderungen für durch Erdbeben gefährdete Hochbauten sind in der DIN EN 1998-1 festgelegt (Bauten in deutschen Erdbebengebieten), und in einigen Bundesländern verbindlich einzuhalten. Für spezielle Hochbauten gelten ergänzende DIN-Normen, so etwa die DIN 19700 für Stauanlagen wie Talsperren und Hochwasserrückhaltebecken.
Auf der Grundlage der Bemessungskriterien wird berechnet, wie ein Gebäude im Rahmen der für es geltenden Anforderungen errichtet werden muss (Abmessungen der tragenden Teile, Beachtung konstruktiver Regeln). Für wichtige Bauwerke wie z. B. Krankenhäuser gelten strengere Anforderungen als für beispielsweise Einfamilienhäuser. Unter bestimmten Voraussetzungen kann auf eine detaillierte Berechnung verzichtet werden.

## Erdbebengefährdung

### Intensitätsklassen und Erdbebenzonenkarten
Die Wahrscheinlichkeit des Auftretens und der Stärke von Erdbeben ist für jedes Baugebiet je nach geologischer Situation unterschiedlich; sie wird durch eine statistische Auswertung der in der Vergangenheit aufgetretenen Erdbeben ermittelt. Untersucht wird vor allem die Schadenswirkung (Intensität) von Erdbeben, die sich auch aus historischen Berichten ableiten lässt. Die direkte Messung der Stärke (Magnitude) von Erdbeben und die daraus mögliche Berechnung der auf Bauwerke wirkenden Kräfte ist nur für Erdbeben möglich, deren Seismogramm vorliegt. Dies ist flächendeckend in Deutschland erst seit etwa 1900 der Fall.
Für Deutschland werden Erdbeben in der DIN 4149 anhand der EMS-Erdbebenskala in vier Intensitätsklassen unterteilt. Eine Bemessung von Bauwerken nach DIN 4149 ist nur für die Klassen 1 bis 3 durchzuführen. Es wird jedoch empfohlen, eine solche Bemessung auch für Bauwerke in der Zone 0 durchzuführen.
| Erdbebenzone | EMS-Skala | Wirkung |
| 0            | 6 – 6,5   | Leichte Gebäudeschäden (z. B. Risse im Putz, vor allem bei Gebäuden in schlechtem Bauzustand) |
| 1            | 6,5 – 7   | Leichte Gebäudeschäden (z. B. Risse im Putz, vor allem bei Gebäuden in schlechtem Bauzustand) |
| 2            | 7 – 7,5   | Gebäudeschäden, z. B. Risse und Spalten in Mauerwerk, einstürzende Kamine. Die meisten Personen in Gebäuden erschrecken und flüchten nach draußen. Möbel verrutschen und viele Gegenstände fallen aus Regalen und offenen Schränken. Viele normale Gebäude werden beschädigt, so etwa durch Mauerrisse und teilweise einstürzende Kamine. |
| 3            | > 7       | Gebäudeschäden, z. B. Risse und Spalten in Mauerwerk, einstürzende Kamine. Die meisten Personen in Gebäuden erschrecken und flüchten nach draußen. Möbel verrutschen und viele Gegenstände fallen aus Regalen und offenen Schränken. Viele normale Gebäude werden beschädigt, so etwa durch Mauerrisse und teilweise einstürzende Kamine. |

Auf der Grundlage dieser Auswertung erstellen die zuständigen geologischen Ämter oder andere qualifizierte Stellen Karten der Erdbebengefährdung (Erdbebenzonenkarten). Die Auswertung der Erdbeben in Deutschland ergibt, dass nur in einigen Gebieten mit hinreichender Wahrscheinlichkeit mit Erdbeben zu rechnen ist. Betroffene Gebiet sind im Westen die Niederrheinische Bucht, der Oberrheingraben und das Gebiet der Schwäbischen Alb (besonders der Hohenzollerngraben) sowie im Osten in geringerem Maße das Gebiet um Gera.

### Betriebserdbeben und Bemessungserdbeben
Bezüglich der möglichen Schäden aus einem Erdbeben werden die Erdbeben-Lastfälle „Betriebs(erd)beben“ und das „Bemessungserdbeben“ unterschieden.
Das Betriebserdbeben wird dann maßgebend bei der Bemessung des Tragwerks, wenn das Bauwerk spezielle Funktionen jederzeit erfüllen muss, wie es beispielsweise bei einem Krankenhaus der Fall ist. Für einen Hochbau ist dies ein Beben, das wohl kleinere Schäden an den nichttragenden Elementen bewirken darf, bei dem aber die wichtigen Einrichtungen, z. B. eine Herz-Lungen-Maschine, betriebsfähig bleiben müssen. Das Betriebsbeben ist daher vom Tragwerk so aufzunehmen, dass die Verformungen wieder zurückgehen. Die Größen der Verformungen, die beim Betriebsbeben maximal entstehen dürfen, werden durch die Beschränkungen der Schäden bei nichttragenden Elementen vorgegeben.
Neben den Betriebsbeben (Betriebserdbeben) wird zur Bemessung auch noch das stärkere Sicherheitserdbeben bzw. Bemessungserdbeben verwendet. Bei diesem Erdbeben darf das Bauwerk begrenzte Schäden erleiden, aber nicht zusammenbrechen. Im Zentrum der Betrachtungen steht hier die Standsicherheit. Als Bemessungserdbeben wird dasjenige Erdbeben einer betrachteten Stärke definiert, das mit einer Wahrscheinlichkeit von 10 % innerhalb von 50 Jahren auftritt.

### Englische Bezeichnungen
Im Englischen sind die folgenden äquivalenten Bezeichnungen in Gebrauch:
- Operating basis earthquake (OBE) (entspricht dem Betriebserdbeben)
- Maximum design earthquake (MDE) (maximales Auslegungserdbeben; entspricht dem Sicherheitserdbeben/Bemessungserdbeben)
- Maximum probable earthquake (MPE) (größtes wahrscheinliches Erdbeben)
- Maximum credible earthquake (MCE) (maximal denkbares Erdbeben)

## Reaktion des Bauwerks
Die Reaktion eines Bauwerks (Antwortspektrum) auf die von einem Erdbeben erzeugten, meist horizontal in verschiedenen Richtungen wirkenden Kräfte, hängt von der Bauweise (zum Beispiel Fachwerk, Fertighaus) und dem Material ab (zum Beispiel Stahlbeton, Mauerwerk). Großen Einfluss auf das Antwortspektrum hat die Kraftübertragung innerhalb des Bauwerks, etwa durch ein sicher verbundenes und einfaches Tragwerk, die Vermeidung von unterschiedlich reagierenden Gebäudeteilen und einen ausreichenden Widerstand gegen Verdrehungen. Wesentlich ist außerdem eine einheitlich reagierende Gründung des Bauwerks und die Vermeidung von großen Massen in oberen Teilen des Bauwerks.
Mit Hilfe der Eigenschaften der verwendeten Materialien und der durch die Bauweise bedingten Kraftübertragung lässt sich die Antwortschwingung eines Gebäudes auf die Erdbebenschwingung berechnen, und damit auch die innerhalb des Gebäudes auftretenden Kräfte. Diese dienen als Bemessungskriterien für Bauweise und Material.

## Untergrund
Die Reaktion eines Gebäudes hängt sowohl vom unmittelbaren Baugrund ab (3 – 20 m unter Geländeoberfläche) wie auch vom tieferen Untergrund. In der Norm sind beide Kennzahlen als Kenngröße S zusammengefasst. Ohne Gutachten ist die ungünstigste Baugrundklasse C anzuwenden.
Die Baugrundklasse wird mittels der durch Verwitterung verursachten Auflockerung beschrieben:
- A: unverwittert
- B: mäßig verwittert
- C: stark verwittert

Die Beschaffenheit des Baugrunds muss für jedes Bauwerk durch ein Baugrundgutachten nachgewiesen werden.
Der tiefere Untergrund wird unterteilt in die drei Klassen
- R (von englisch rock): Festgestein (Gebiete mit festem Gesteinsuntergrund)
- T (transitional): Übergangsgebiete (Gebiete mit flachgründigem Lockergestein und Übergängen zwischen R und S)
- S (sediment): Sedimentbecken (Gebiete mit tiefgründigem Lockergestein)

Die Anwendung dieser Kennzahlen auf die am Standort gegebene Situation ergibt die resultierende Kenngröße S.

## Bedeutung des Gebäudes
In die Berechnung nach DIN 4149 geht die Bedeutung des Gebäudes für die Allgemeinheit mit ein. Unterschieden werden die vier Bedeutungskategorien I bis IV, aus denen sich ein Bedeutungsbeiwert für das jeweilige Bauwerk ergibt. In Kategorie I werden etwa landwirtschaftliche Gebäude wie Scheunen eingeordnet, die von geringer allgemeiner Bedeutung sind; sie erhalten einen Bedeutungsbeiwert von 0,8. In Kategorie IV sind Einrichtungen von allgemeiner Bedeutung wie Krankenhäuser, Feuerwehrhäuser oder Einrichtungen des Katastrophenschutzes versammelt (Bedeutungsbeiwert 1,4).